# Alfred Stevens
Alfred Stevens (Bruselas, 11 de mayo de 1823 - París, 29 de agosto de 1906) fue un pintor belga.

## Trayectoria global
Alfred Stevens nació en Bruselas, donde fue formado por François-Joseph Navez, discípulo a su vez de Jacques-Louis David. Estuvo activo sobre todo en París, donde se estableció en 1844. Sus primeras pinturas reflejaban la vida miserable de las clases bajas de París.
Su pintura llamada Ce que l'on appelle vagabondage, atrajo la atención de Napoleón III en la Exposición Universal de París de 1855. Durante un tiempo, sus temas históricos y su gusto por el kitsch oriental le hicieron que fuera catalogado como un pintor académico.
Desde 1860, cambió de temática y consiguió un enorme éxito con sus pinturas de mujeres jóvenes vestidas a la última moda posando en elegantes interiores, sus escenas interiores burguesas le acercaron más a Henri Gervex. Se le conoce como el Gerard ter Borch francés, en homenaje a su talento para la representación de los pequeños detalles y telas suntuosas.
Consiguió un gran éxito en la Exposición de París de 1867 donde recibió la Legión de Honor. Se desenvolvía igualmente en la corte imperial de Napoleón III y en la alta sociedad, que en los medios artísticos y bohemios de la capital. Fue un buen amigo de Edouard Manet, que le presentó a su propio círculo de relaciones: Edgar Degas, Berthe Morisot y Charles Baudelaire.

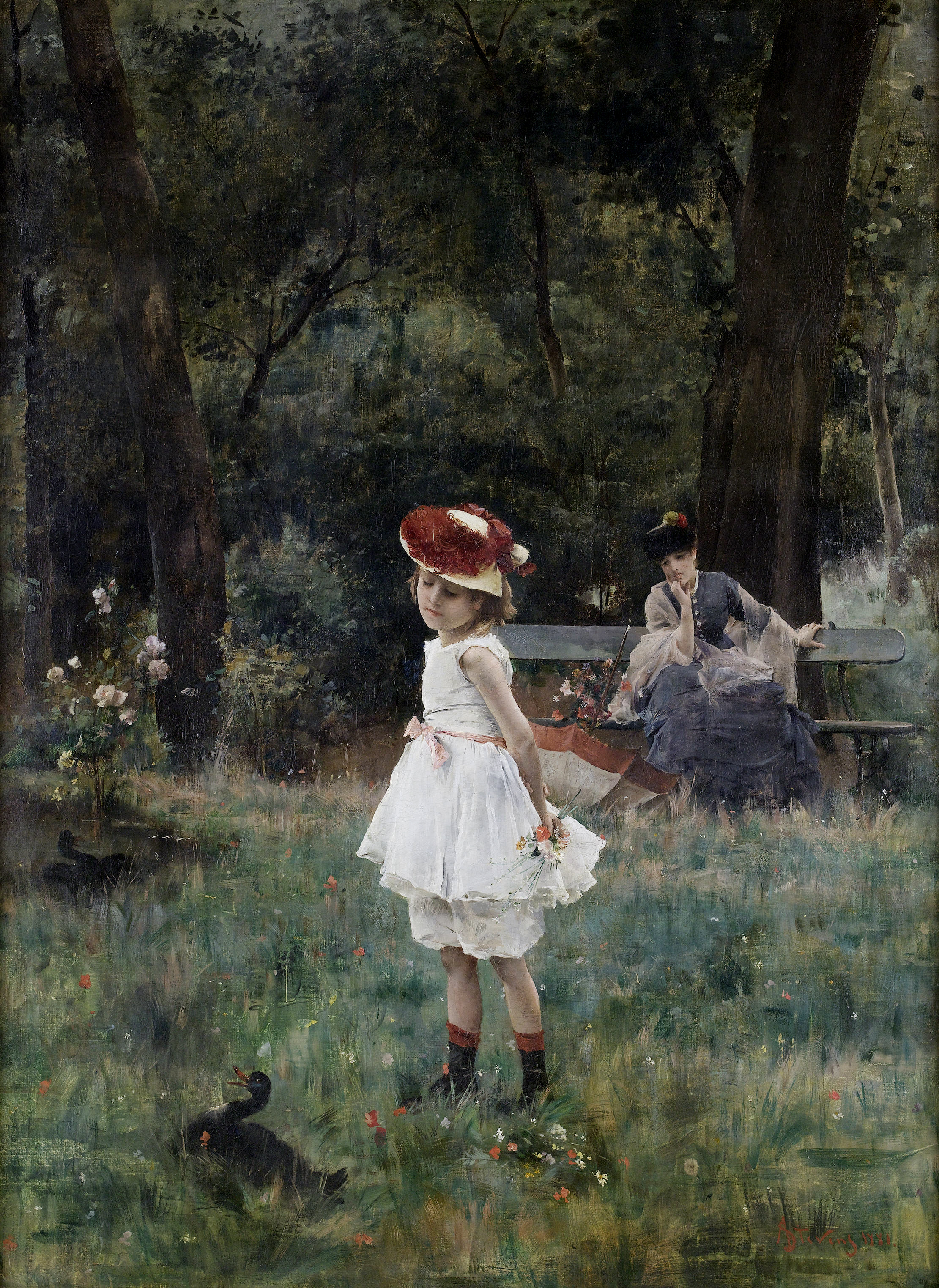
La niña y los patos (1881).

Con el pintor estadounidense afincado en Francia, James McNeill Whistler compartió su entusiasmo por los grabados japoneses. También pintó marinas y escenas costeras en un estilo muy libre, casi impresionista, próximo a Eugène Boudin y Johan Barthold Jongkind.
Al final de su vida, su estilo deja ver cierta similitud con la de su contemporáneo John Singer Sargent. Publicó en 1886 Impressions sur la peinture, que consiguió un éxito considerable.
Es, en el año 1900, el primer artista vivo en conseguir una exposición individual en la Ecole des Beaux-Arts de París. Dejó de pintar en la década de 1890 debido a problemas de salud y murió en París en 1906.
Sus pinturas fueron muy populares en los Estados Unidos, donde la poderosa familia Vanderbilt compró muchas de sus obras. Sin embargo, la mayoría se quedó en Francia y Bélgica.
Se celebró en el año 2009 una exposición retrospectiva en los Museos Reales de Bellas Artes de Bélgica en Bruselas.

## 1844-1866: un rápido ascenso
Hijo del bruselense Léopold Stevens (fallecido en 1837), un ex oficial apasionado de la pintura y coleccionista, en particular, de las obras de Théodore Géricault y Eugène Delacroix, Alfred Stevens fue hermano del pintor de animales Joseph Stevens y del marchante de arte Arthur. Stevens (1825-1890). También fue el padre del pintor Léopold Stevens.
Tras formarse en el taller de François-Joseph Navez, se trasladó rápidamente a París, donde se instaló en 1844 por consejo de Camille Roqueplan, cuyo taller frecuentaba. Pronto se hizo amigo de Édouard Manet, Charles Baudelaire y Aurélien Scholl. Ingresó en la Escuela Nacional de Bellas Artes, en el estudio de Ingres. En esta época, Stevens figura en el registro de copistas del Louvre como alumno del pintor de historia Joseph-Nicolas Robert-Fleury. Luego asistió al taller del pintor de género Florent Willems, donde encontró sus primeros modelos. Luego regresó a Bruselas, donde en 1851 expuso cuadros, entre ellos El soldado herido, primer esbozo de un género que profundizó con obras que testimonian la pobreza urbana.
De regreso a París, presentó cuatro cuadros en la Exposición Universal de 1855: La Siesta, El primer día de devoción, El mendigo y también Los cazadores de Vincennes también conocido como Lo que llamamos vagabundeo, que Émilien de Nieuwerkerke quiso que se retirara porque el tema desacreditaba al ejército imperial ya que la obra presentaba soldados arrestando a vagabundos.
El pintor pronto abandonó a los pobres como fuente de inspiración para dedicarse a representaciones de mujeres contemporáneas, alternando nuevamente con escenas militares. Ese mismo año, en el Salón de Amberes, el artista fue condecorado por el rey de Bélgica por su cuadro Chez soi, que representa a una joven calentándose. En 1858 se casó con Marie Blanc. Sus testigos fueron Alexandre Dumas (hijo), Eugène Delacroix y un gran número de personalidades del arte.
A partir de 1860, disfrutó de un enorme éxito gracias a sus pinturas de mujeres jóvenes vestidas a la última moda, posando en interiores elegantes, a la vez íntimos y mundanos. Las expuestas en el Salón de Pintura y Escultura de 1861 le granjearon un gran número de admiradores. Presentó allí entre otros: Toda la felicidad teniendo como tema a una mujer amamantando, óleo sobre lienzo, 116,5 × 89,5 cm, Museos Reales de Bellas Artes de Bélgica, en Bruselas, Una viuda y sus hijos, óleo sobre lienzo, 114,5 × 160,5 cm, Museos Reales, Malas noticias, también titulada La carta de ruptura, óleo sobre lienzo 745 × 54 cm conservado en el Museo de Orsay, El ramo sorpresa, Una madre, El convaleciente.
En 1862, Édouard Manet pintó en el estudio del pintor belga, situado en el número 18 de la calle Taitbout, más espacioso que el suyo el óleo sobre lienzo El Ballet Español, 60,9 x 90,4 cm, que se expone en Washington (The Phillips Collection).
El 10 de mayo de 1863, Stevens conoció a James Whistler en Londres, pocos días después de la inauguración del Salón de Pintura y Escultura de París donde Stevens expuso varias pinturas; mientras que Whister presentó su Fille en blanc (Sinfonía en blanco, n.º 1: La muchacha de blanco) en el Salón de los Rechazados, inaugurado el 15 de mayo de 1863. Influyó a Whistler, con quien compartía el entusiasmo por los grabados japoneses.

## 1867-1872: Apogeo y docencia
En los años siguientes, Alfred Stevens no sólo fue un pintor reconocido, sino también el más parisino de los belgas, que intentó junto con su hermano Arthur introducir a los artistas franceses en Bélgica. Arthur también le ofreció un magnífico contrato a Edgar Degas por 12.000 francos al año, Alfred presionó a Manet para que enviara un cuadro al Salón de Bellas Artes de Bruselas en 1869, Clair de lune sur le port de Boulogne. En la década de 1860, Arthur Stevens fue uno de los propagandistas de la escuela de Barbizon, cuyo éxito sólo se revelaría plenamente a partir de 1870 con la presencia en Bruselas de una filial de la Galería Durand-Ruel.
En 1867, Alfred Stevens triunfó en la Exposición Universal donde presentó 18 pinturas, lo que le valió la medalla de oro y el ascenso al rango de oficial de la Legión de Honor, entre ellas: Le Bibelot Exotique, que el crítico de arte Robert de Montesquiou saludó en la Gazette des beaux-arts: “El retrato es el de Cashmere. Lo pintó como habría hecho su maestro Vermeer de uno de esos mapas geográficos que ponía como fondo a las mujeres pensativas."
Stevens se hizo amigo de Bazille y un habitual del Café Guerbois y del Café Tortoni. Con la popularidad del japonismo, fue también uno de los primeros pintores de la época, junto con James Tissot, James Whistler y Édouard Manet, en interesarse por los objetos del Lejano Oriente15,16,17,18,19 que encontró en particular, en la tienda La Porte Chinoise, rue Vivienne de París, frecuentada también por sus amigos Charles Baudelaire y Félix Bracquemond. Entre sus primeras pinturas japonesas encontramos La dama de rosa de 1866, seguida de El exótico Bibelot de 1867, El coleccionista de porcelana de 186820, y luego una serie de varias pinturas de mujeres jóvenes con kimono realizadas hacia 1872. Confirmado por Claude Pichois, Adolphe Tabarant También revela que bajo el seudónimo de J. Graham publicó en el periódico Le Figaro varias columnas alabando el talento de Manet, entre ellas Le Déjeuner sur l'herbe, que apareció en el Salon des Refusis.
Su carrera, alentada por Matilde Bonaparte y la princesa Metternich, experimentó un ascenso meteórico. Pero a pesar del consuelo que le proporciona la fama, Stevens pidió autorización a Étienne Arago, alcalde de París, para unirse a la Guardia Nacional para luchar junto a sus amigos durante el Sitio de París (1870). “Estoy en París desde hace veinte años, me casé con una parisina, mis hijos nacieron en París, mi talento, si lo tengo, se lo debo en gran medida a Francia."
Fue también a través de Alfred Stevens como Manet conoció al marchante de pintura Paul Durand-Ruel, mentor de Monet y a su círculo de contactos: Degas, Morisot. Todo París frecuentaba el taller de Stevens, situado primero en el número 12 de la calle Laval, que se convertirá, el 10 de junio de 1885, en el segundo cabaret del Chat Noir de Rodolphe Salis en los locales del pintor, y donde se representan obras de un teatro de sombras imaginado por Henri Rivière, luego en la rue des Martyrs y, desde 1880, en la rue de Calais. Goncourt, que lo visita a menudo, describe el lujo en el que vive.
Al mismo tiempo, Stevens creó un taller de pintura para mujeres en la avenida Frochot, frecuentado por Sarah Bernhardt, cuyo retrato pintó el pintor. Entre las alumnas más diligentes de esta escuela, que según el autor belga Camille Lemonnier "había sido en su tiempo la escuela más bella de París..." algunas se dedicaron por completo a la pintura y fueron artistas reconocidas de su época como Louise Desbordes, Alix d'Anethan, Georgette Meunier, Clémence Roth o Berthe Art. Cabe señalar que esta escuela de pintura para mujeres fue el único lugar donde se desarrolló la profesión docente de Stevens, que no contó con colaboradores y no formó a sucesores. Además de Sarah Bernhardt, que fue una de sus primeras alumnas y a la que el pintor pintó varios retratos, es probable que algunas de sus alumnas le sirvieran de modelos al mismo tiempo que les rendía homenaje inmortalizándolas en sus lienzos, como a Louise Desbordes por el retrato de cuerpo entero de la joven artista lírica en el cuadro Una canción apasionada o Clémence Roth representando a la amante del arte parisina vestida de negro en alusión a su viudez en el cuadro En el estudio.

## Crisis de los años 80
La muerte de Manet en 1883 le afectó mucho. Stevens atravesó un período de dudas respecto a la llegada del impresionismo. Inició entonces un período de investigación en el que Berthe Morisot desempeñó un papel protagonista.
En la década de 1880, Stevens atravesó una crisis moral que lo llevó a cuestionar todo lo que hacía. Alumno de Ingres, a menudo cercano a Gustave Courbet, o Manet, hasta entonces ha pintado con un rigor que a veces abandonaba bajo la influencia de otros pintores. Es el caso de La Jeune Mère que recuerda el estilo de Berthe Morisot.
Cuando sus cuadros se agotaron, el rey de Bélgica le encargó Las cuatro estaciones, los Vanderbilt compraron sus cuadros a un precio elevado y, sin embargo, hacia 1883, presa de un gran cansancio físico y de dudas sobre su obra, Stevens se marchó a Menton. por consejo de su médico. Y allí se entrega a experimentos con paisajes y se adentra en el estilo impresionista.

## Obras seleccionadas

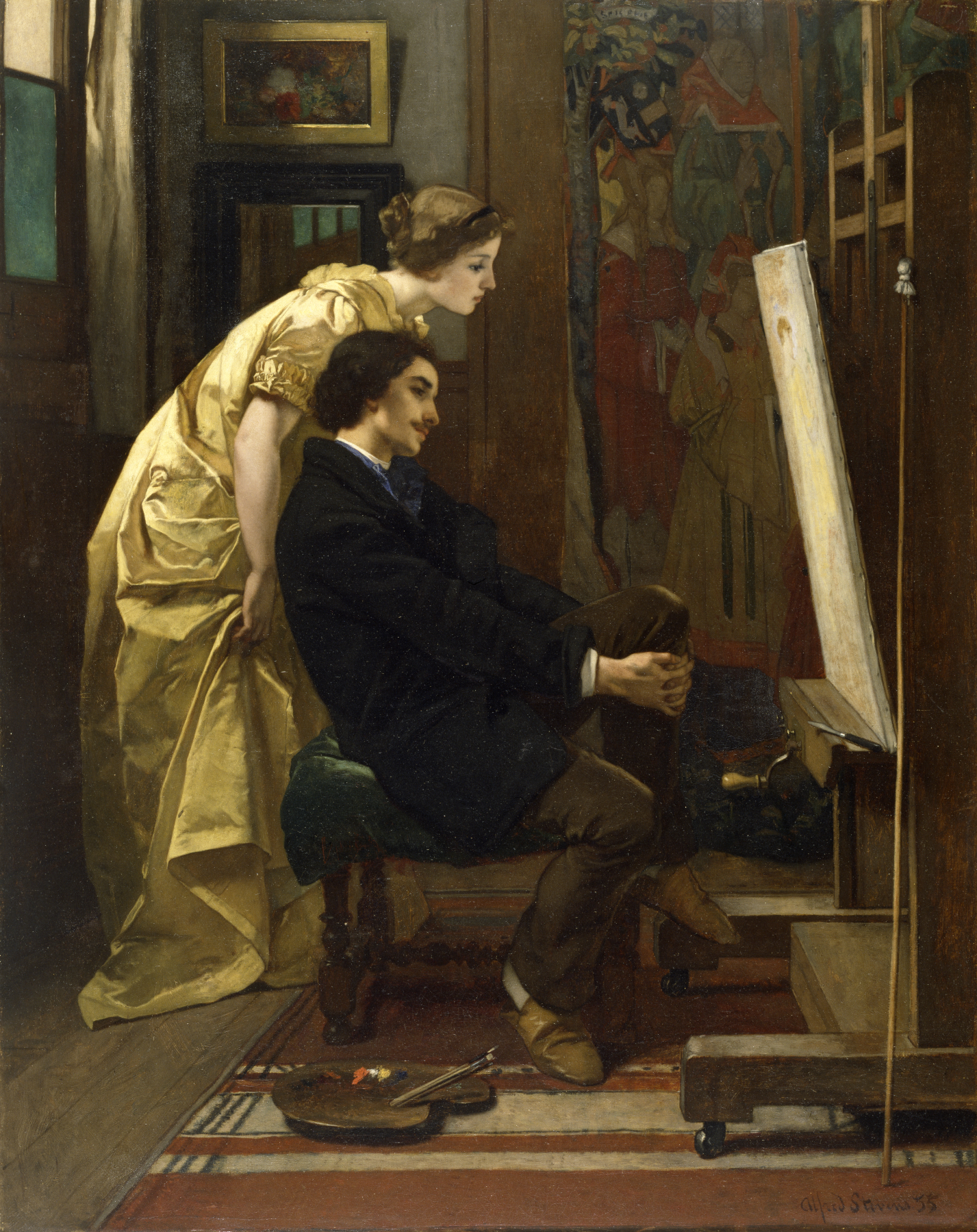
El pintor y su modelo, 1855
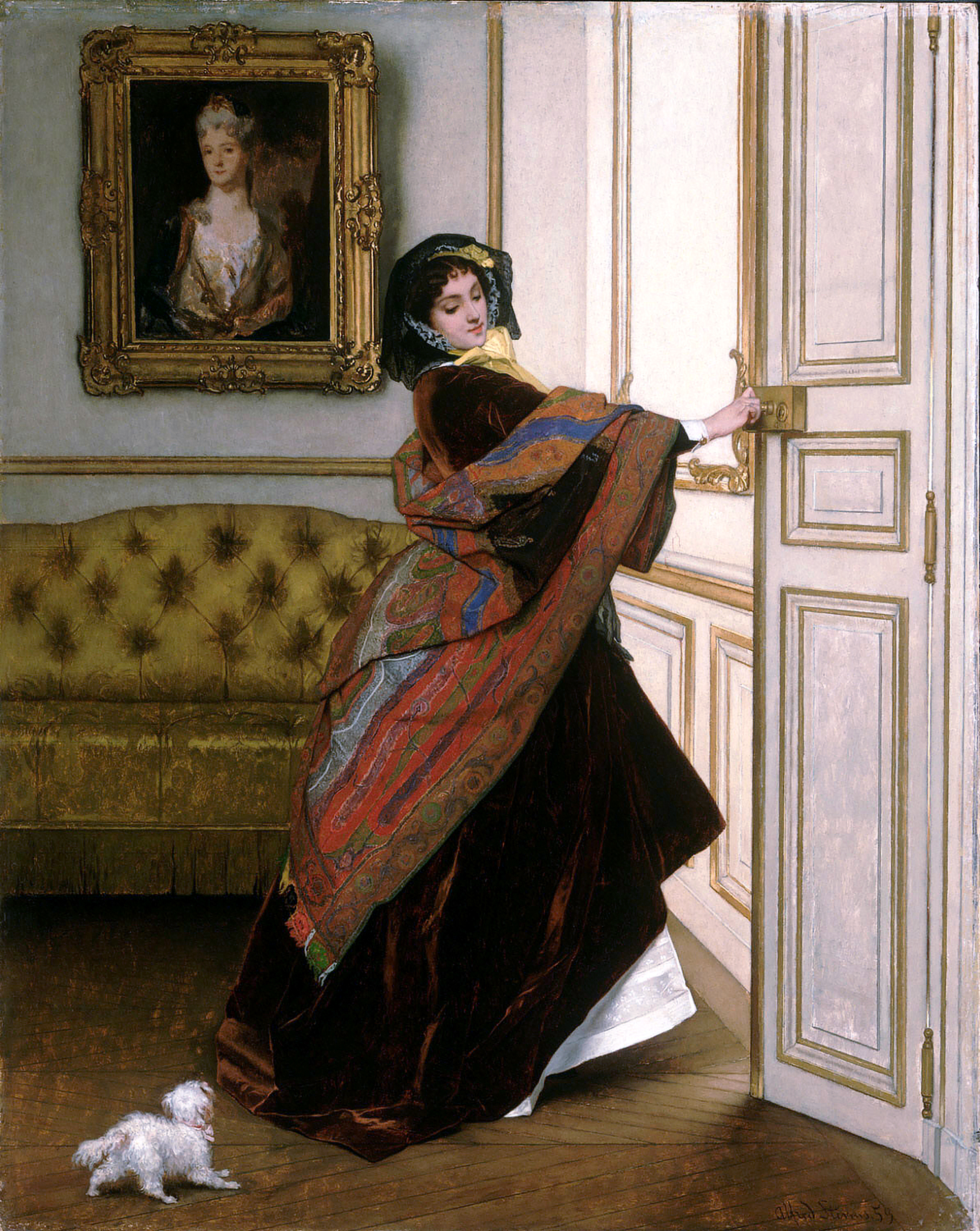
¿Saldrás conmigo Fido?, 1859
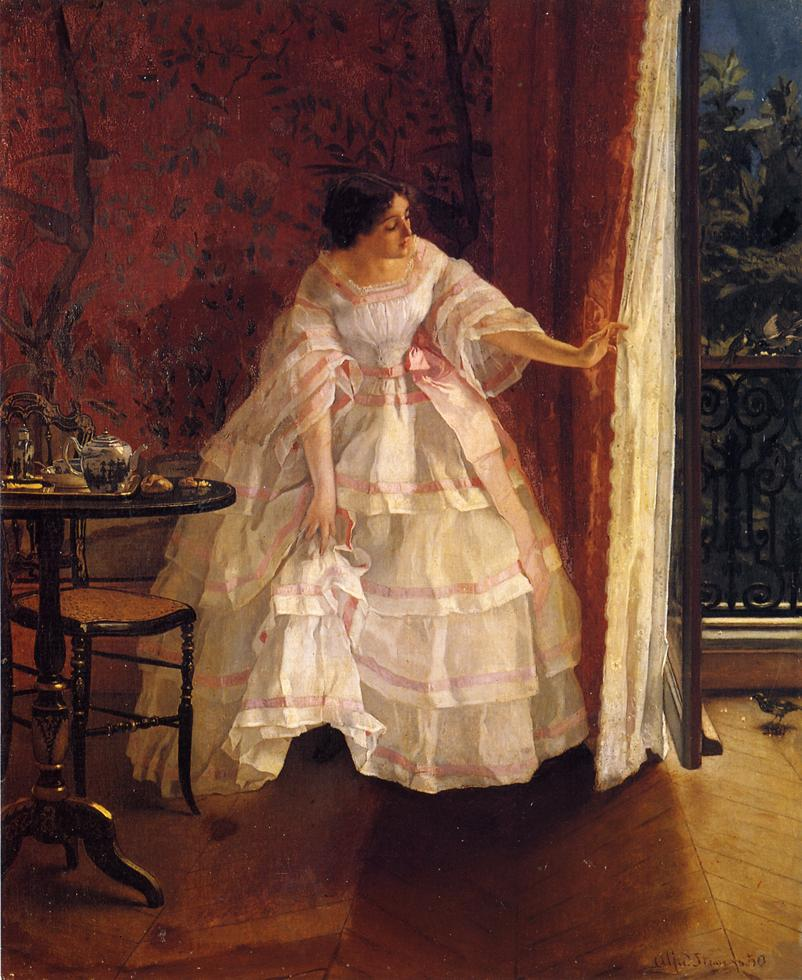
Señora en una ventana alimentando pájaros, c. 1859
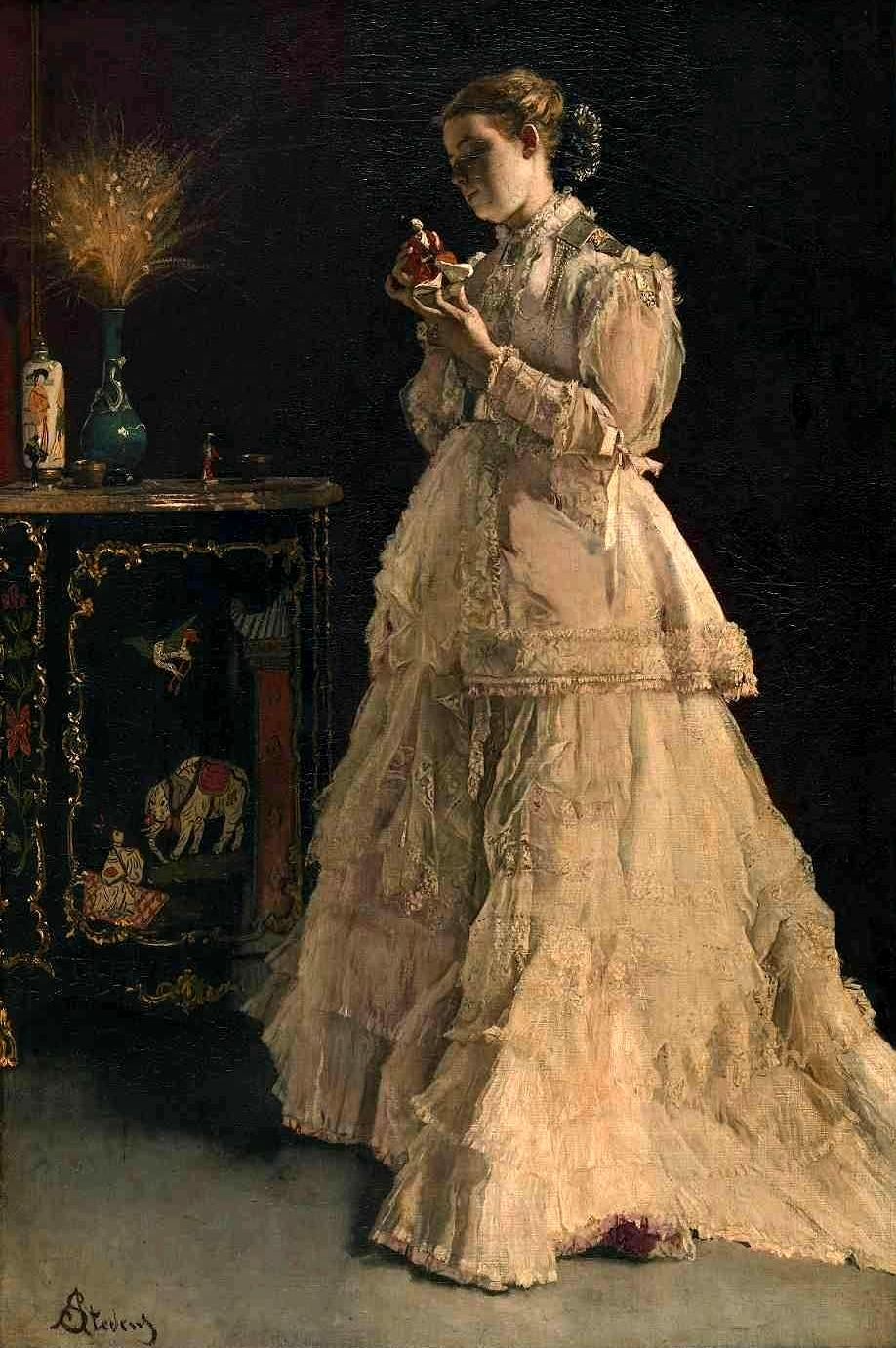
Señora de rosa, 1866
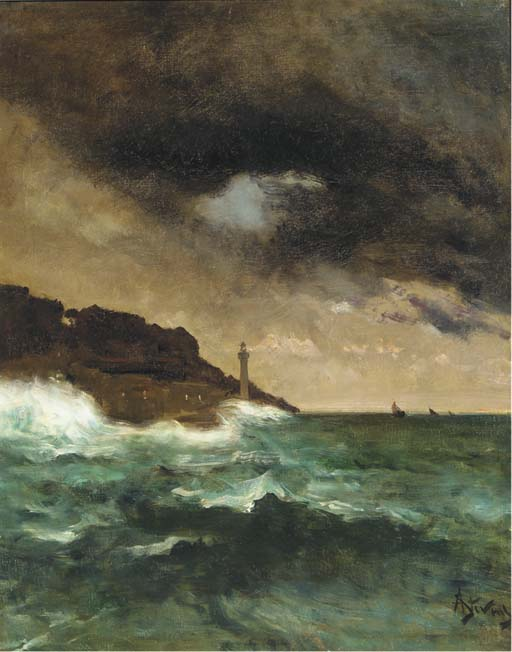
Faro al anochecer
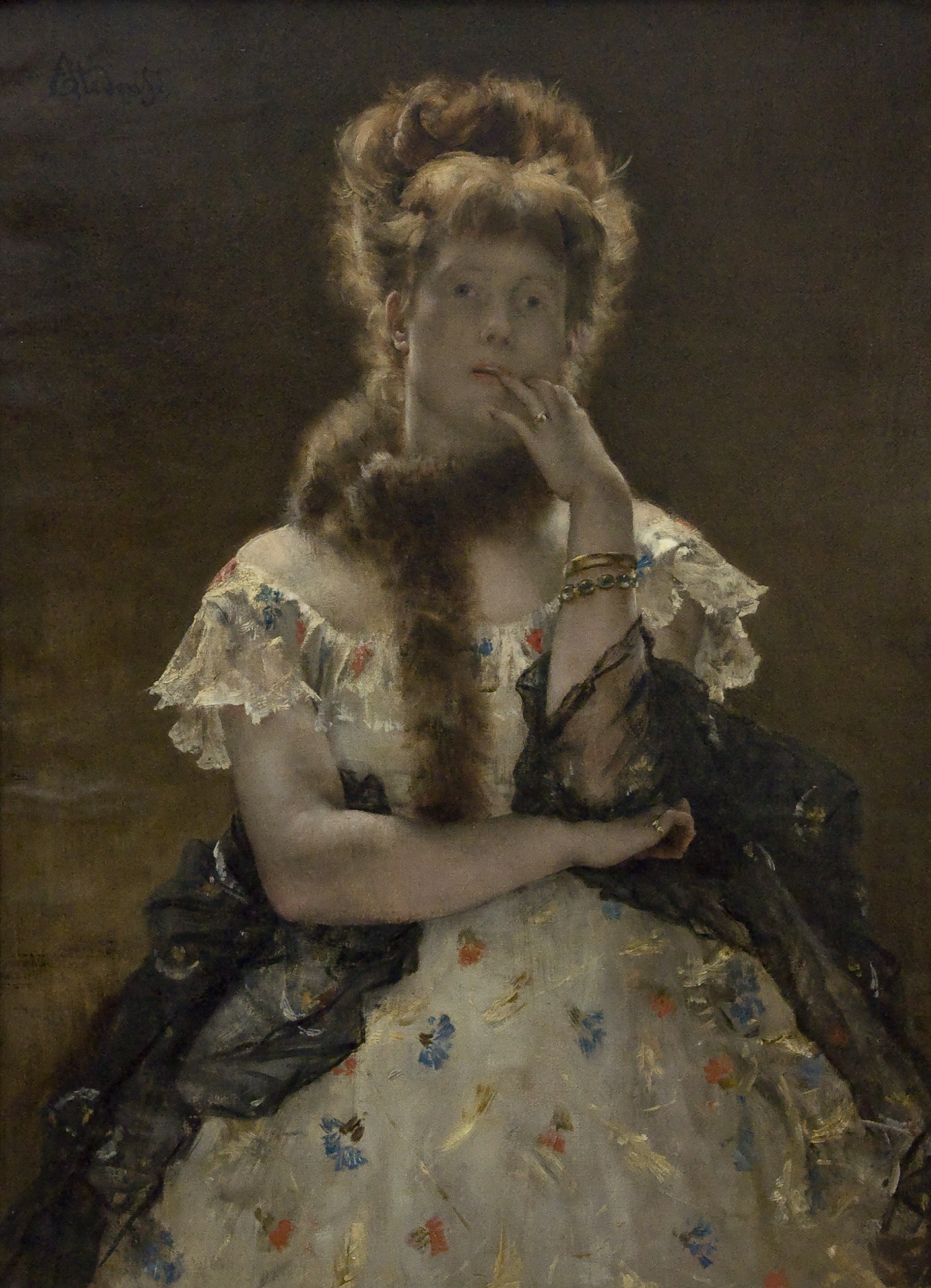
La esfinge parisina, 1875–1877
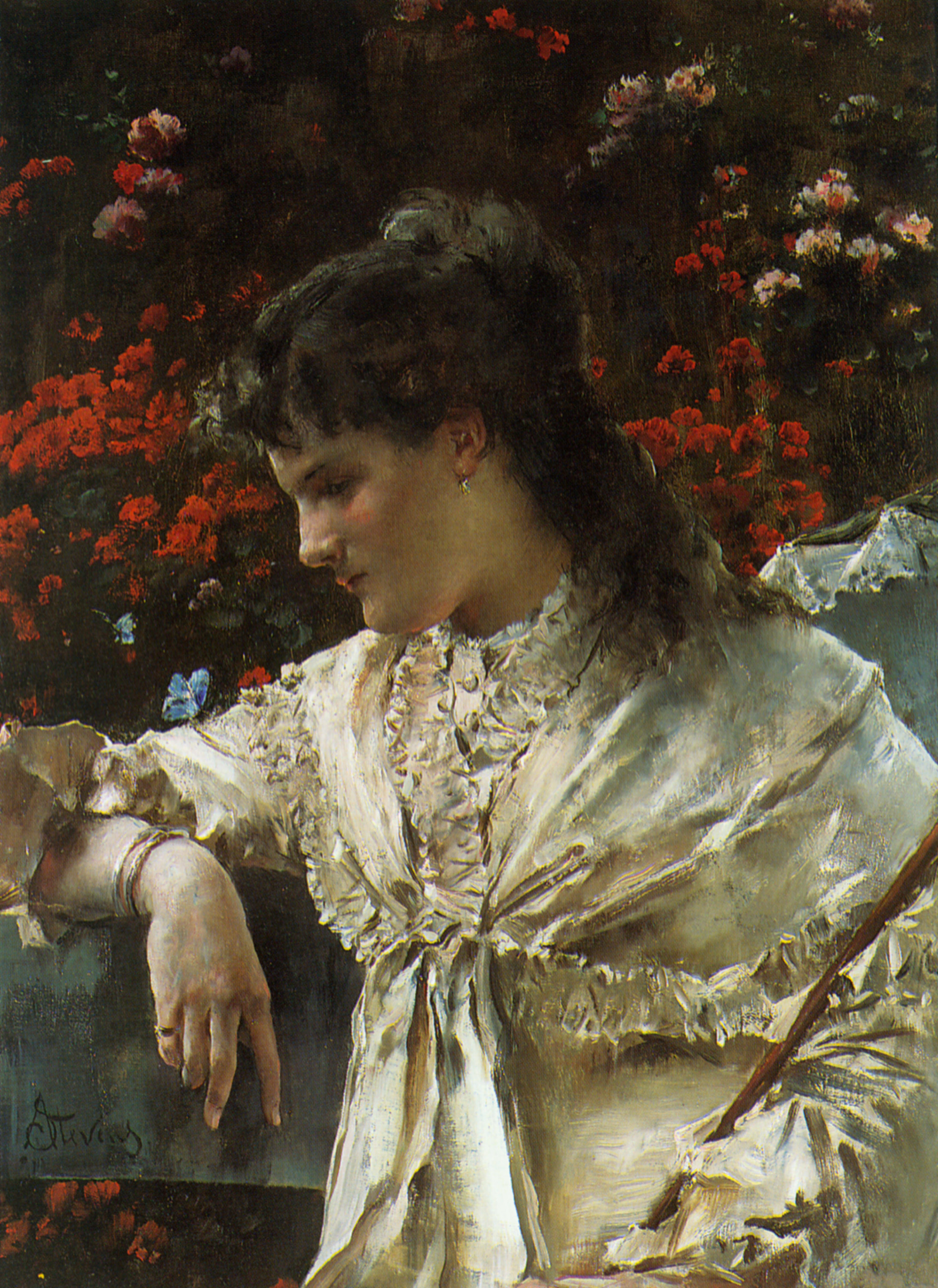
Ensoñación, c. 1878
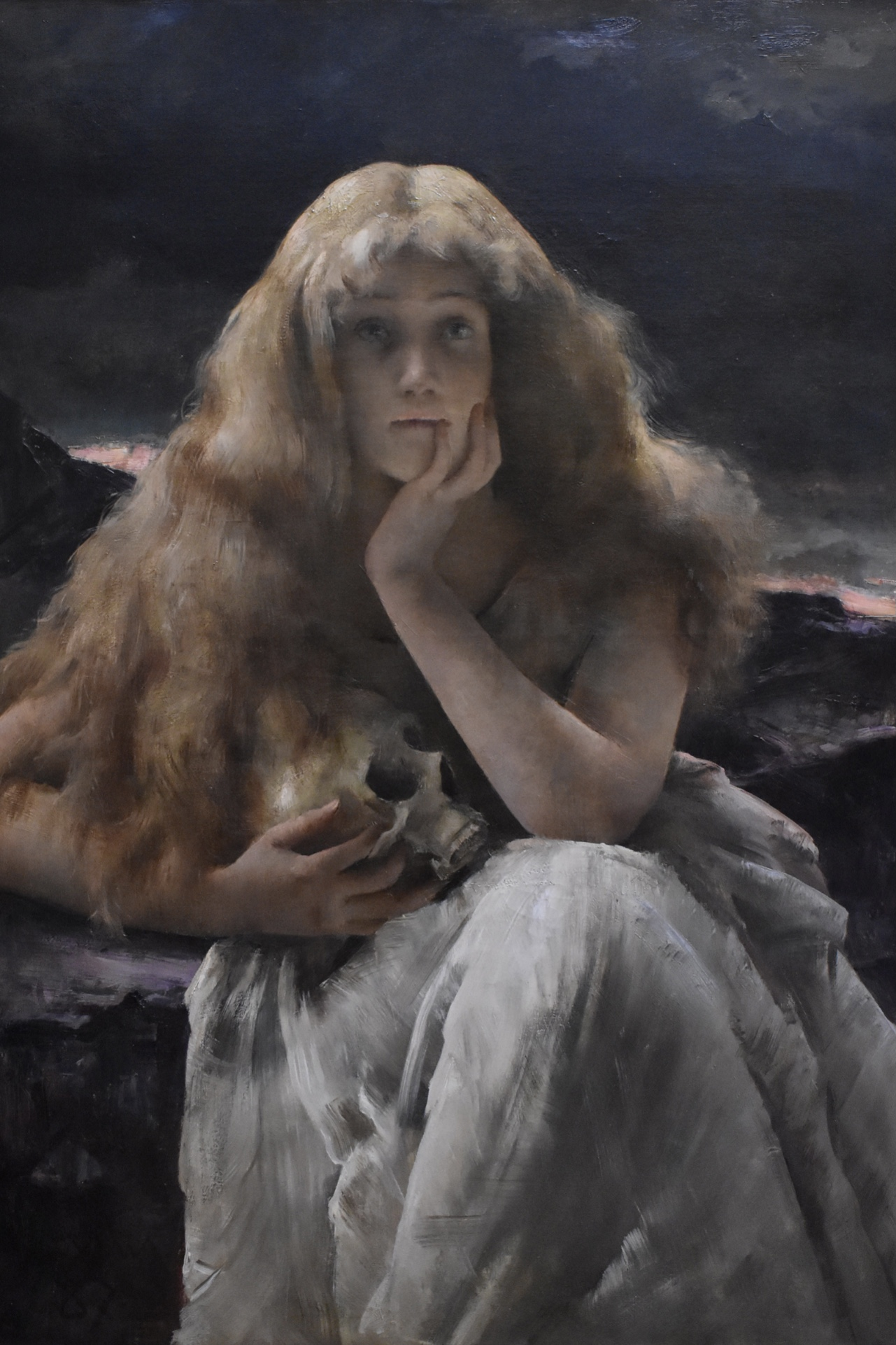
Maria Magdalena, 1887
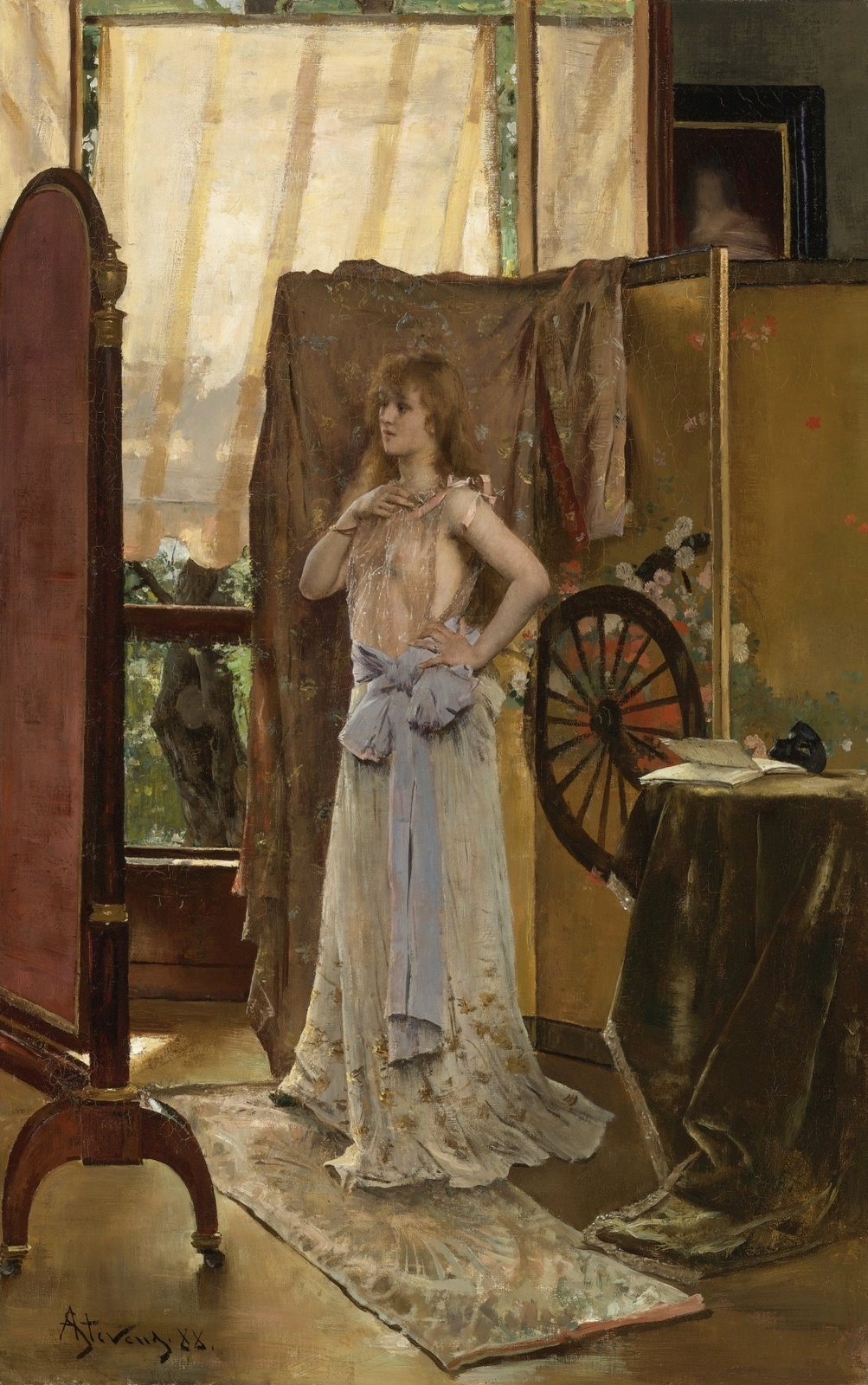
El estudio del papel, 1888
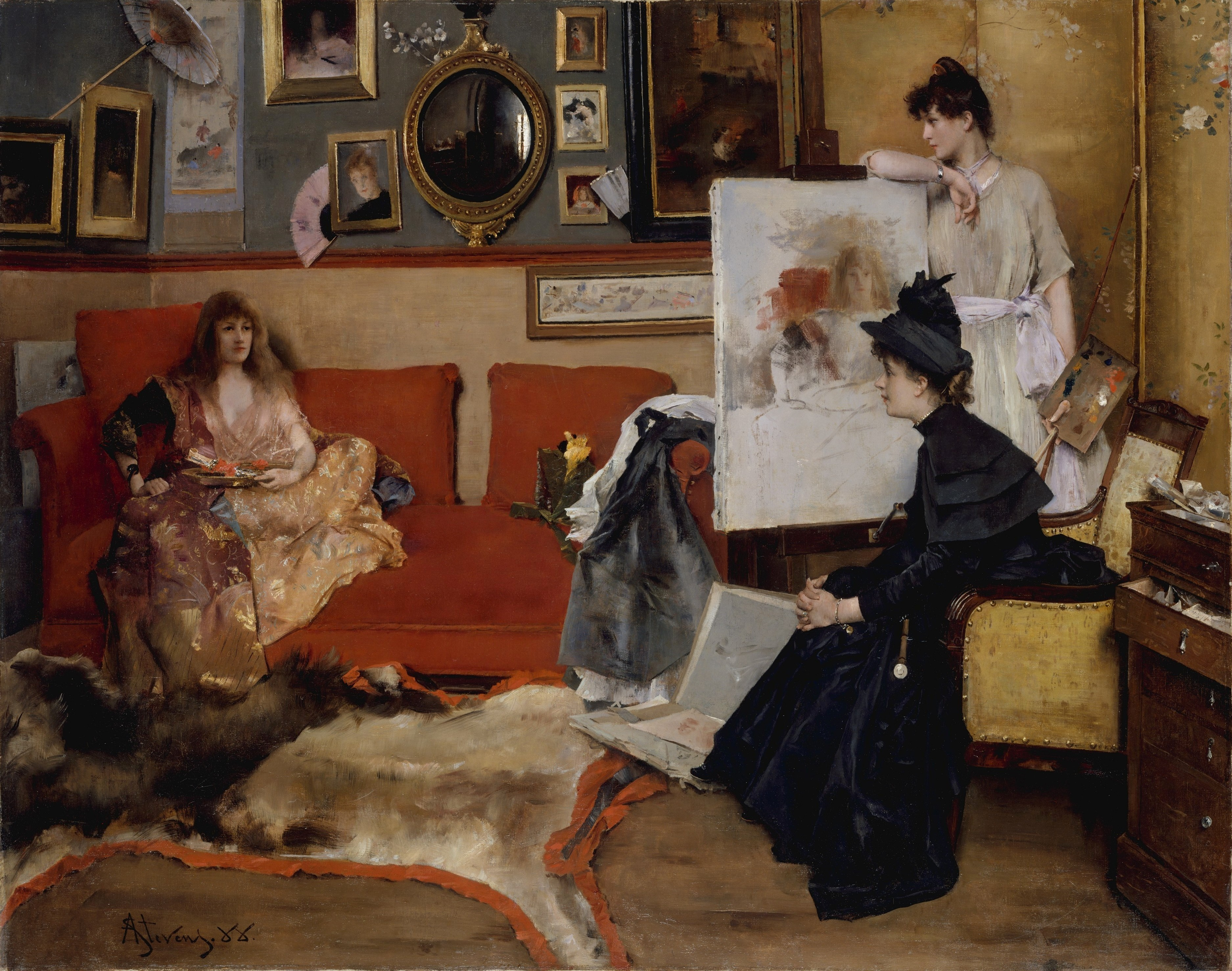
En el estudio, 1888
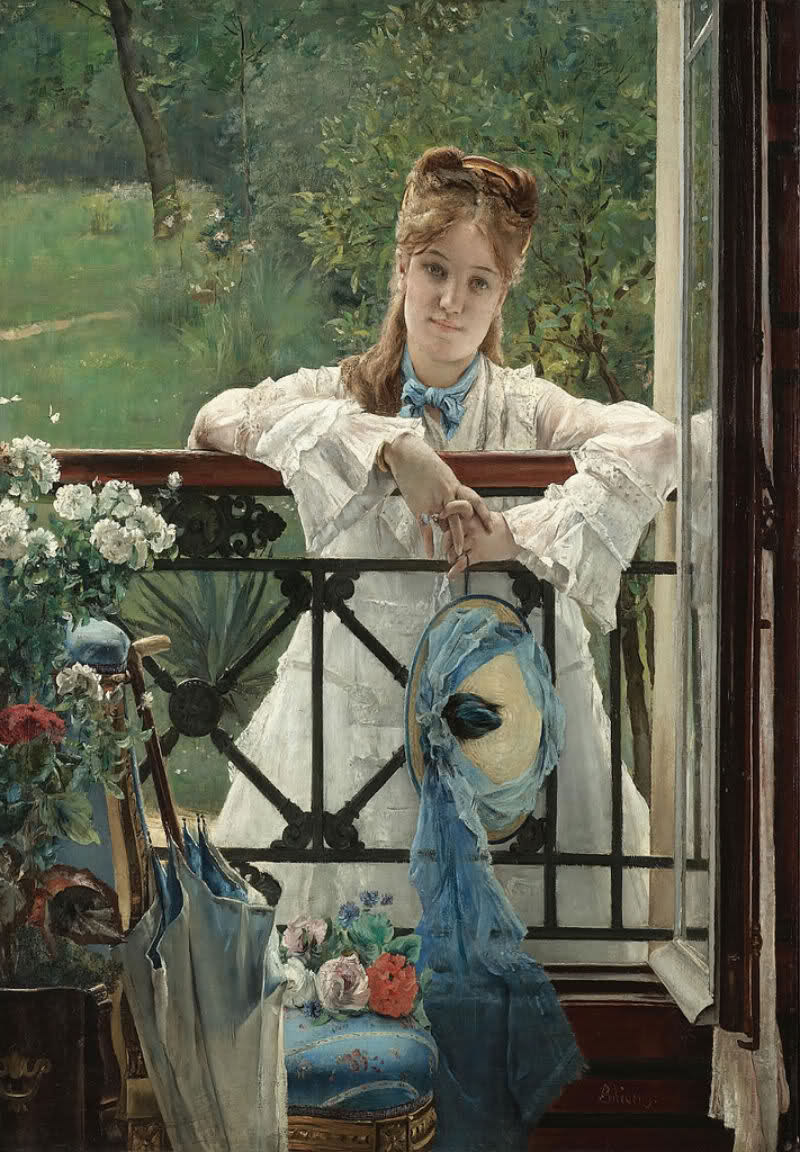
La nueva cinta azul, 1894
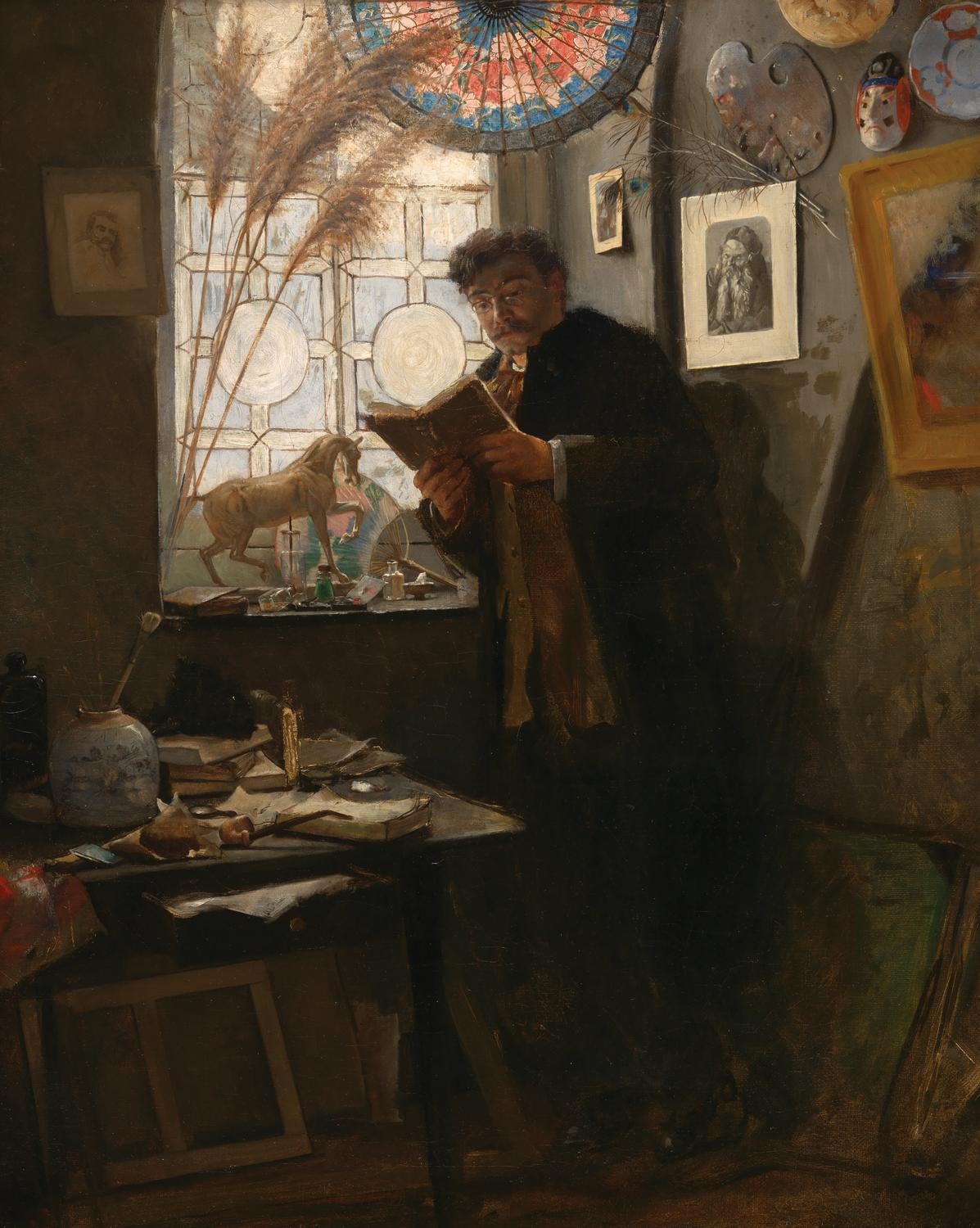
Camille Lemonnier en el estudio del artista

### Obras de temática japonesa

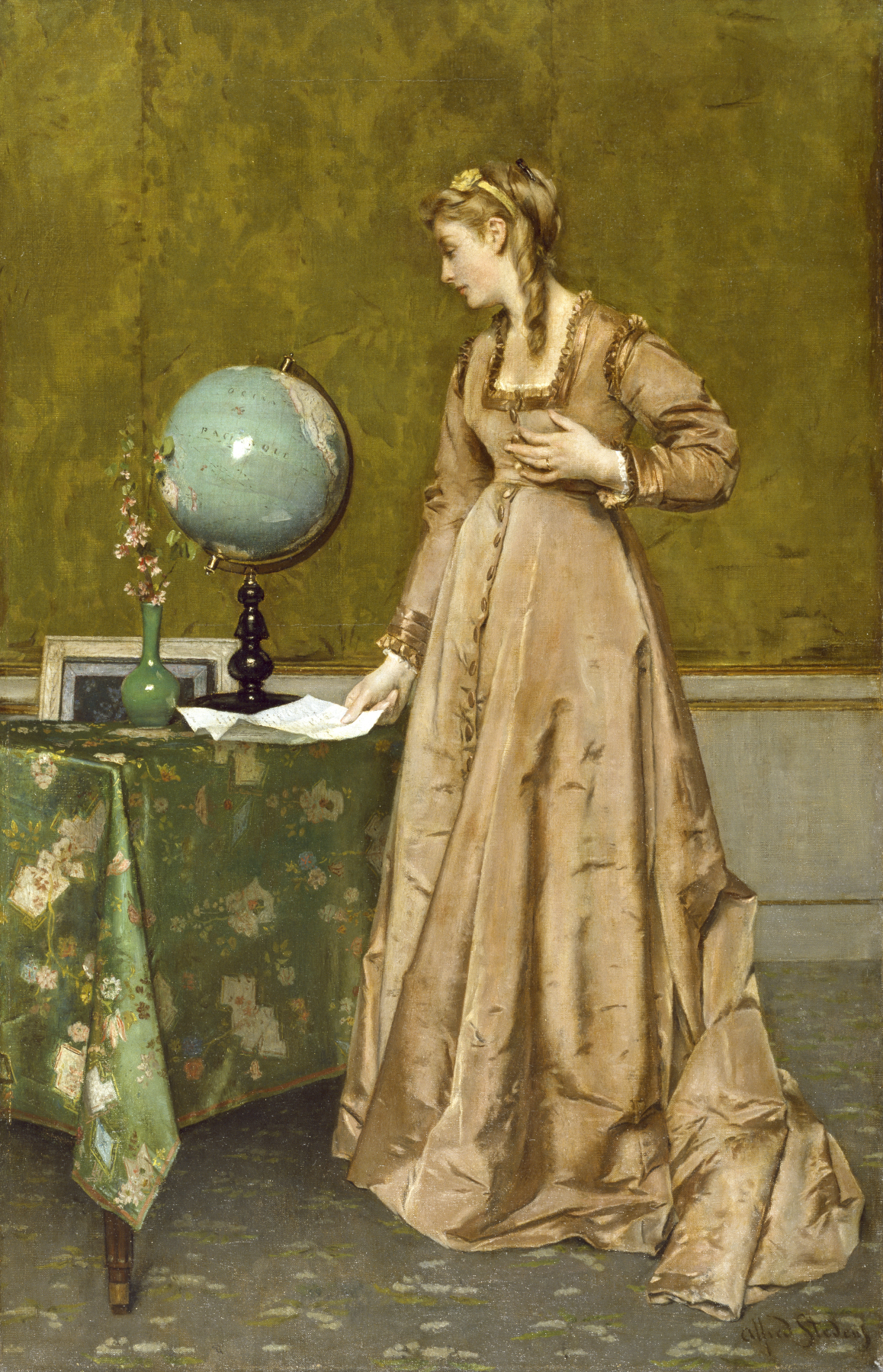
Noticias lejanas, 1865 ?, Walters Art Museum, Baltimore
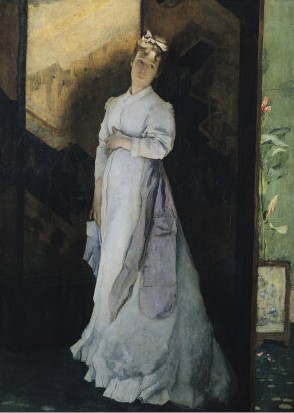
La carta de ruptura, ca. 1867, Musée d'Orsay.
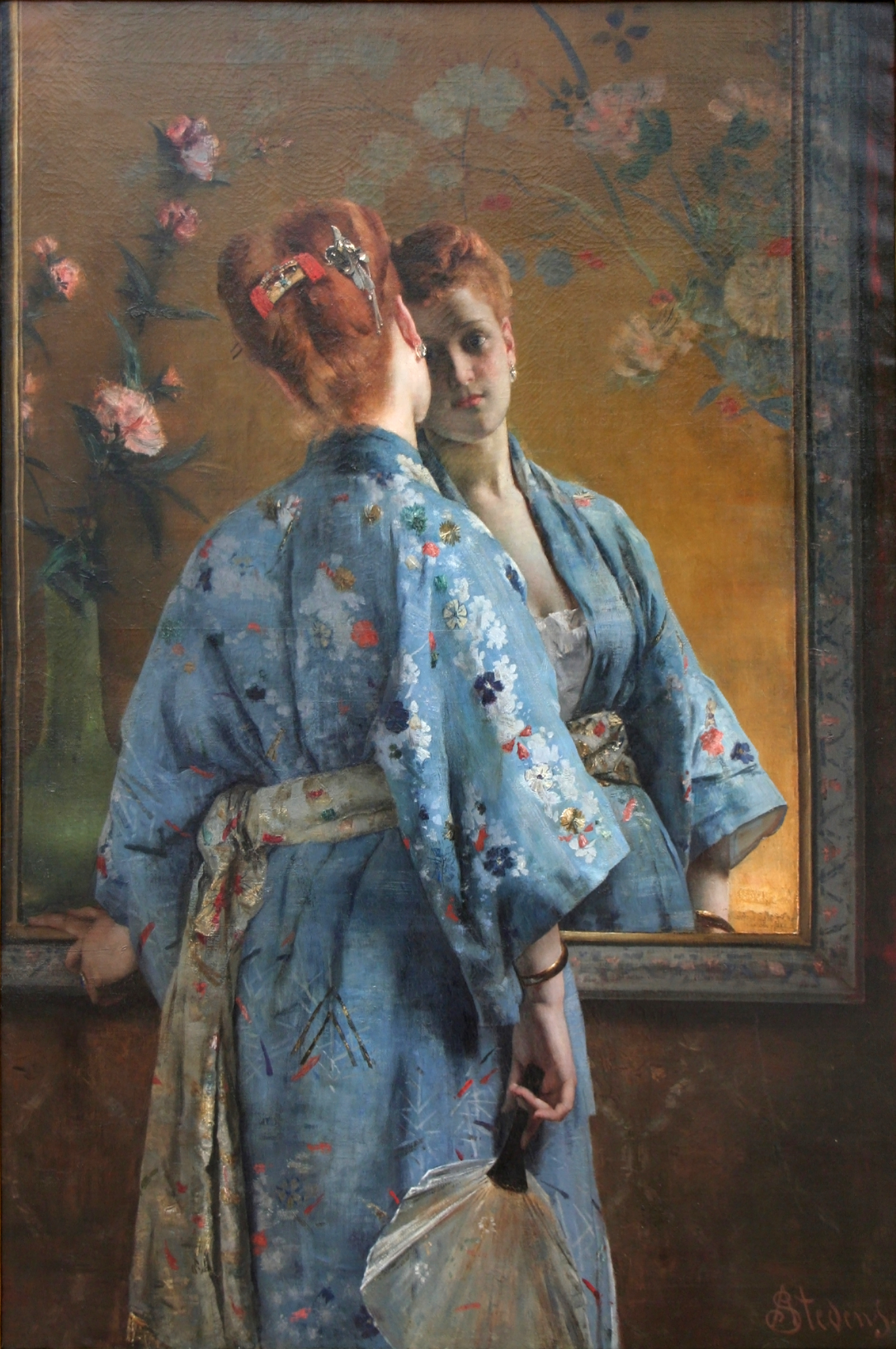
La parisina japonesa, 1880, Musée des beaux-arts de Liège.
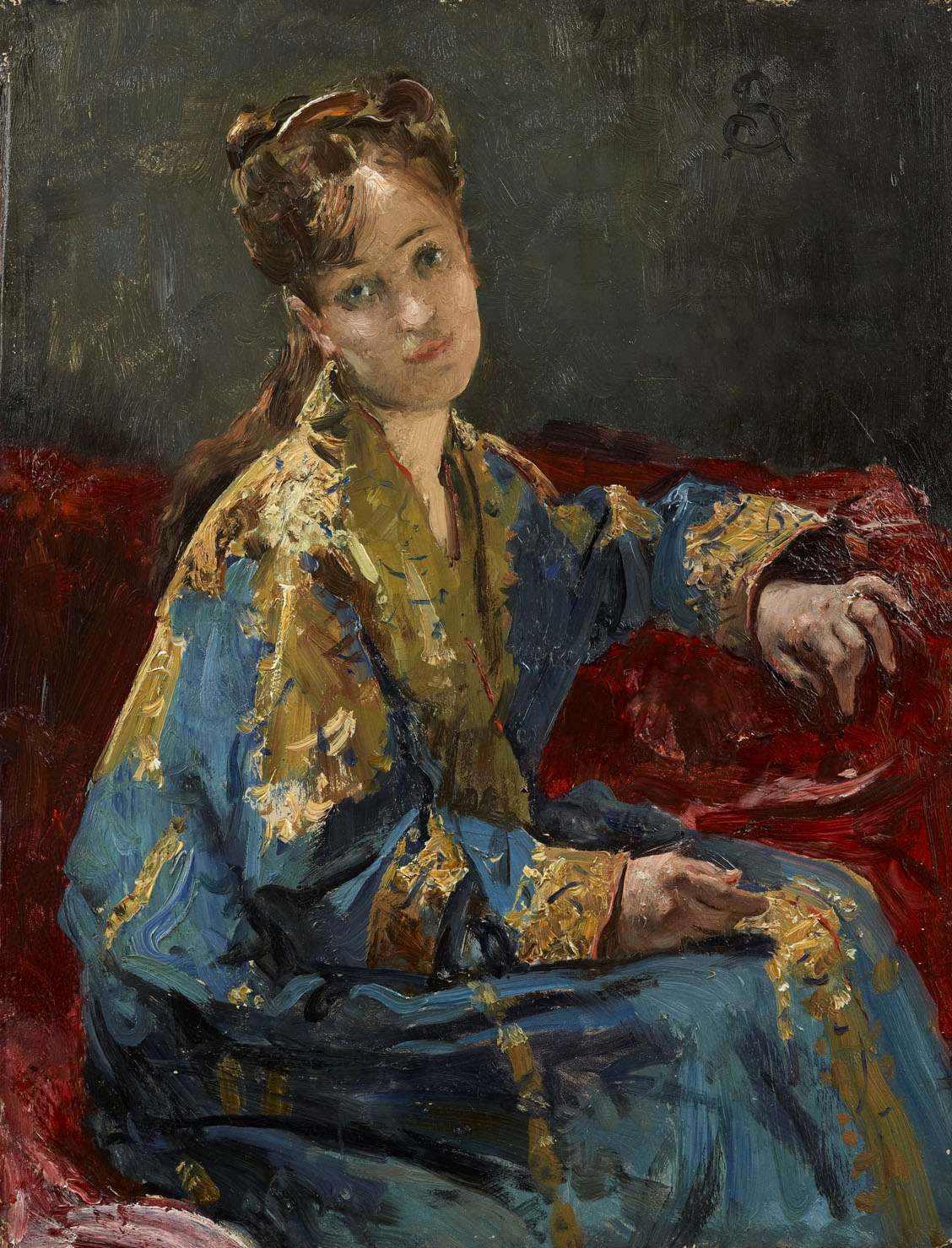
Joven vistiendo un kimono, ca. 1872
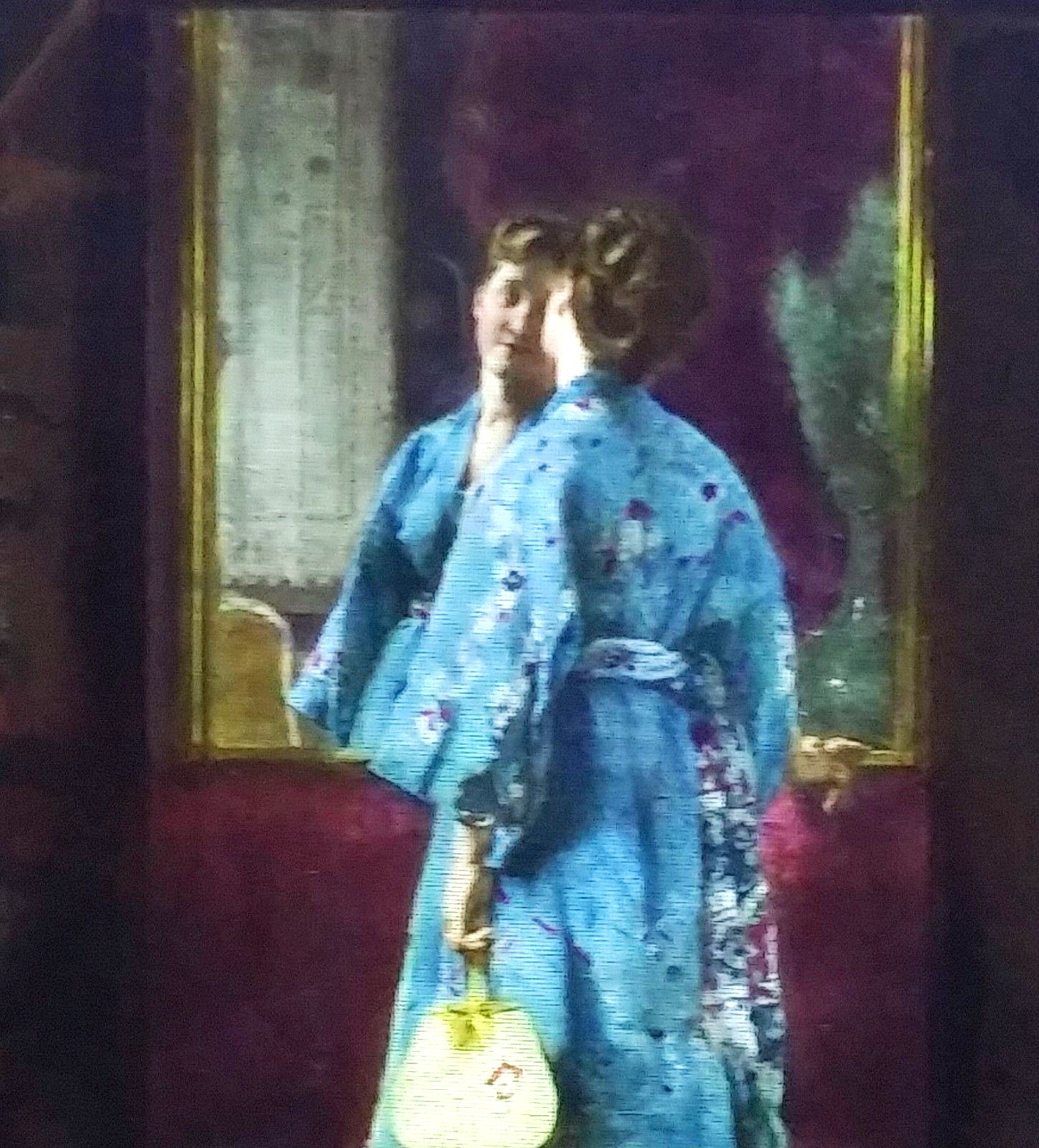
El vestido japonés, ca. 1872
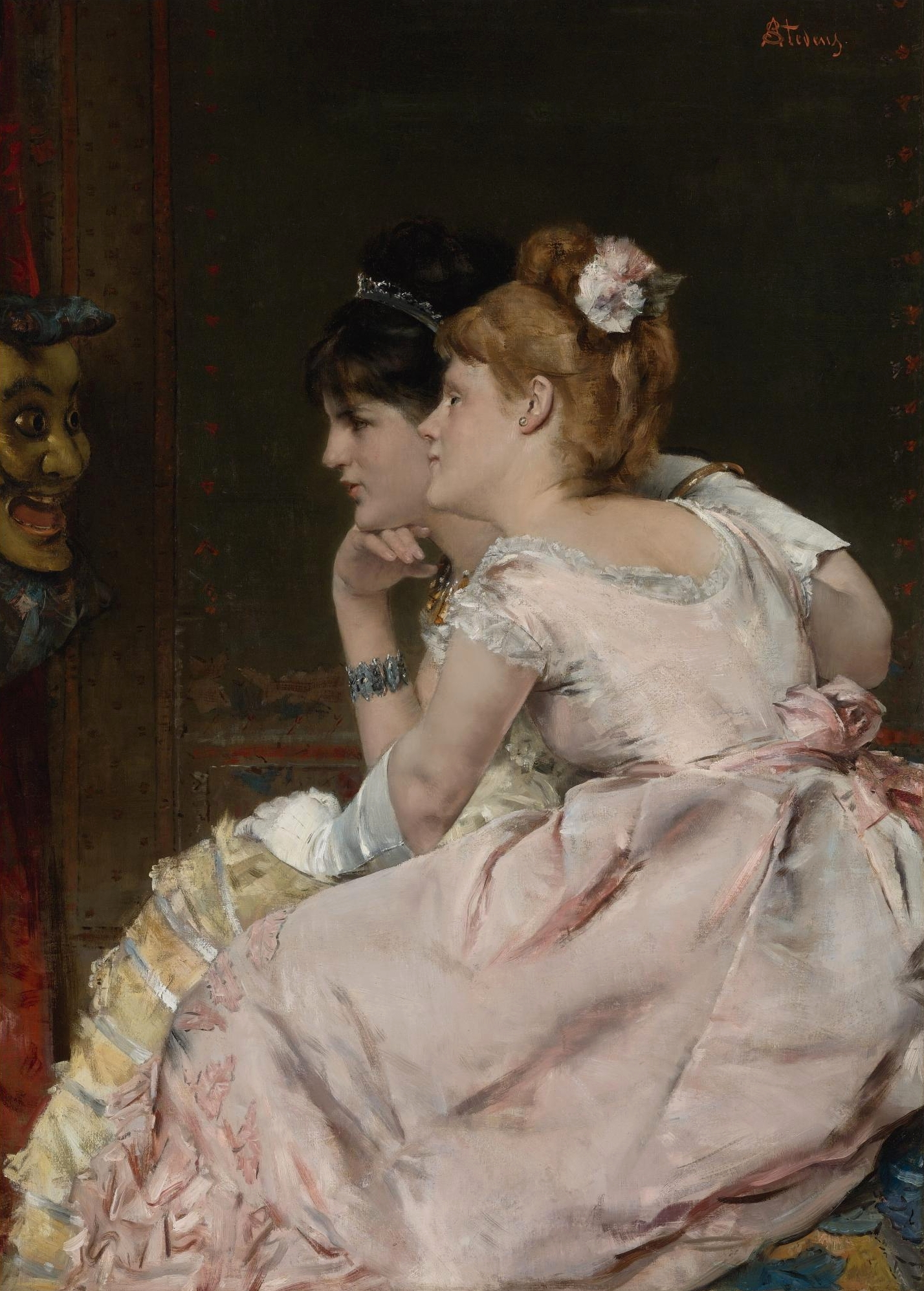
La máscara japonesa, c. 1877
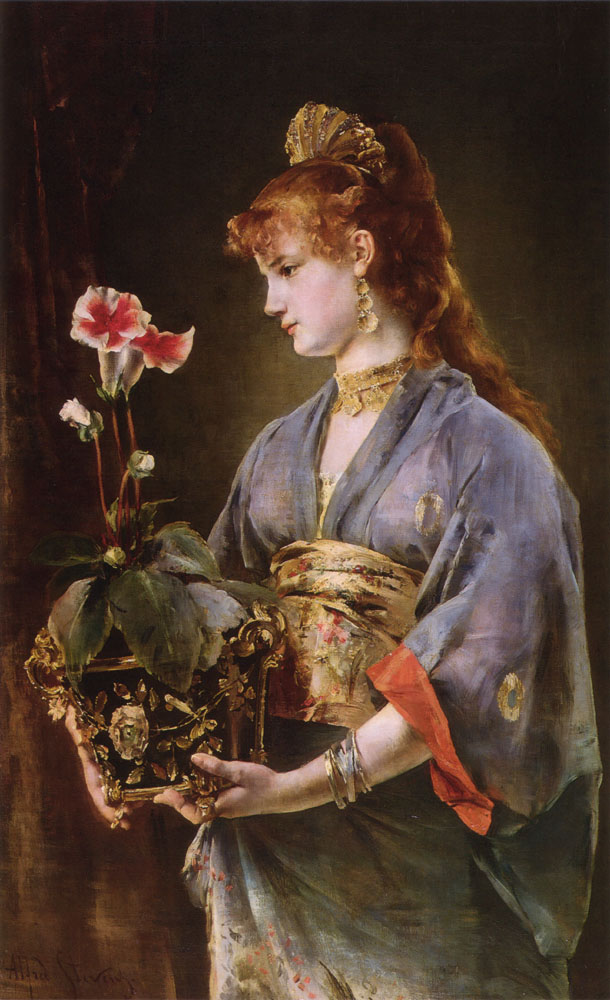
Retrato de mujer, ca. 1880
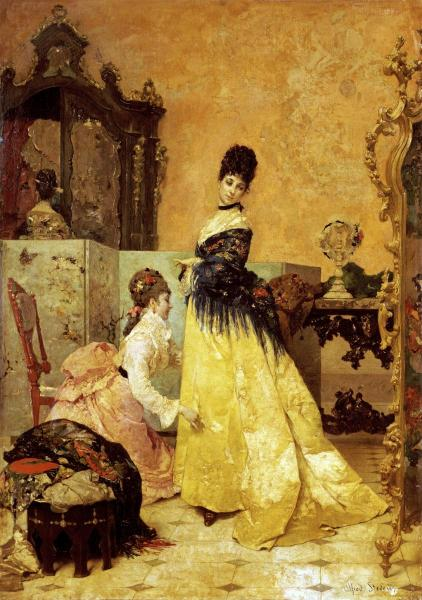
El nuevo vestido